# Lycosa indomita
Lycosa indomita är en spindelart som beskrevs av Hercule Nicolet 1849. Lycosa indomita ingår i släktet Lycosa och familjen vargspindlar. Inga underarter finns listade i Catalogue of Life.